# Maximilien Chastanet
Maximilien Chastanet (El Havre, 15 de marzo de 1996) es un deportista francés que compite en esgrima, especialista en la modalidad de florete.
Participó en los Juegos Olímpicos de París 2024, obteniendo una medalla de bronce en la prueba por equipos (junto con Maxime Pauty, Enzo Lefort y Julien Mertine).
Ganó una medalla de bronce en el Campeonato Mundial de Esgrima de 2022 y tres medallas en el Campeonato Europeo de Esgrima, en los años 2022 y 2024.

## Palmarés internacional
| Juegos Olímpicos   | Juegos Olímpicos  | Juegos Olímpicos  | Juegos Olímpicos    |
| Año                | Lugar             | Medalla           | Prueba              |
| ------------------ | ----------------- | ----------------- | ------------------- |
| 2024               | París (Francia)   | Medalla de bronce | Florete por equipos |
| Campeonato Mundial |                   |                   |                     |
| Año                | Lugar             | Medalla           | Prueba              |
| 2022               | El Cairo (Egipto) | Medalla de bronce | Florete por equipos |
| Campeonato Europeo |                   |                   |                     |
| Año                | Lugar             | Medalla           | Prueba              |
| 2022               | Antalya (Turquía) | Medalla de plata  | Florete por equipos |
| 2022               | Antalya (Turquía) | Medalla de bronce | Florete individual  |
| 2024               | Basilea (Suiza)   | Medalla de oro    | Florete por equipos |